# 住友電工ハードメタル
住友電工ハードメタル株式会社（すみともでんこうハードメタル、英文社名：Sumitomo Electric Hardmetal Co.）は、兵庫県伊丹市に本社を持つ切削工具の製造・販売を中心とする企業である。

## 主力製品・事業
切削工具
- イゲタロイ
- スミボロン
- スミダイヤ

## 主要事業所
- 本社 - 兵庫県伊丹市昆陽北1丁目1-1
- 営業所 - 東京、苫小牧、仙台、熊谷、名古屋、安城、浜松、北陸、大阪、広島、九州

## 沿革
- 2003年 - 住友電気工業の粉合・ダイヤ事業部から分社独立して設立。

## 主要関係会社

### 国内グループ企業
- 北海道住電精密
- 東海住電精密
- 九州住電精密
- 住友電工ツールネット

## 主要取引先
- 不二越

## 備考
- 2008年2月15日に放送のテレビ番組 『探偵!ナイトスクープ』(朝日放送)の視聴者依頼 「ダイヤモンドで松茸を焼く!?」 において、500カラット（担当者曰く「ベンツ10台分」）の工業用ダイヤモンドを燃やし、国産まつたけの炭火焼を敢行。世界初の試みであった（担当の探偵は松村邦洋）。